# 존 데너

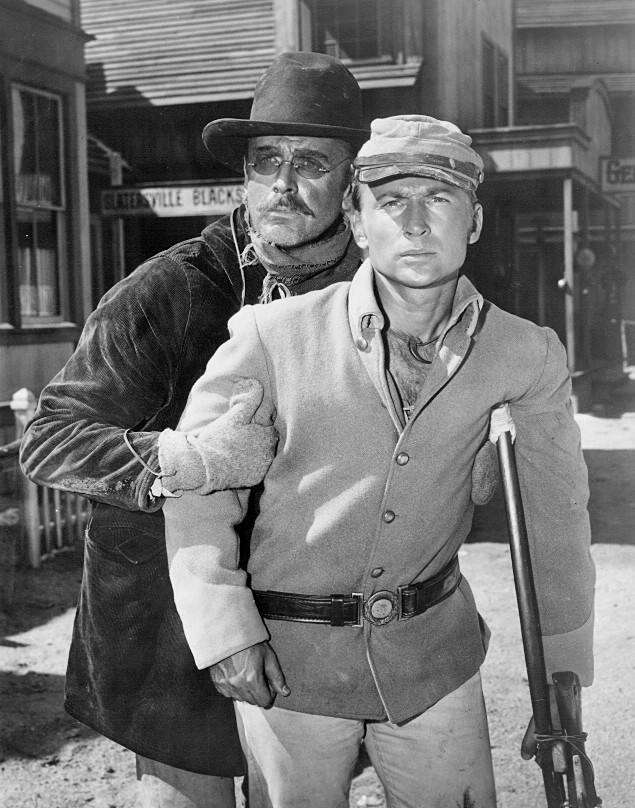

존 데이너(John Dehner, 1915년 11월 23일 ~ 1992년 2월 4일)는 미국의 배우, 피아노 연주자, 텔레비전 배우, 영화배우이다.
스태튼아일랜드에서 태어났으며 샌타바버라에서 사망하였다. 사인은 당뇨병이다.

## 영화
- 전쟁과 추억 (1988년)
- 여자를 쫓는 남자 (1985년)
- 톱니 바퀴의 칼날 (1985년) - 클락 캐리건 역
- 필사의 도전 (1983년)
- 에센스 (1982년)
- 에어플레인 2 (1982년)
- 브라질에서 온 소년 (1978년)
- 불타는 서부 - 77년 시리즈 (1977년)
- 폭소 대소동 (1977년)
- 킬러 인사이드 미 (1976년)
- 돌고래 알파 (1973년) - 윌링포드 역
- 죽음의 순례자 (1972년)
- 라티고 (1971년)
- 0011 나폴레옹 솔로 - 헬리콥터 스파이스 (1968년)
- 캐넌 목장 (1967년)
- 제5전선 (1966년)
- 호간의 영웅들 (1965년)
- 서부를 향해 달려라 (1965년)
- 위스키 전쟁 (1965년)
- 보난자 (1959년)
- 팀북투(영어판) (1958년)
- 선셋 77번가 (1958년)
- 조로의 싸인 (1958년)
- 서부의 사나이 (1958년)
- 왼손잡이 건맨 (1958년)
- 회전목마 (1956년)
- 딜론 보안관 (1955년)
- 프로디갈 (1955년)
- 디즈니랜드 (1954년) - 나레이터 역
- 아파치 (1954년)
- 플리머스 어드벤쳐 (1952년)
- 스카라무슈 (1952년)
- 세가지 비밀 (1950년)
- 툴사 (1949년)
- 히 워키드 바이 나이트 (1948년)
- 골든 이어링 (1947년)
- 코네티컷의 크리스마스 (1945년)
- 콘 이즈 그린 (1945년)
- 헐리우드 캔틴 (1944년)